# Szczelina w Czerwonym Groniku

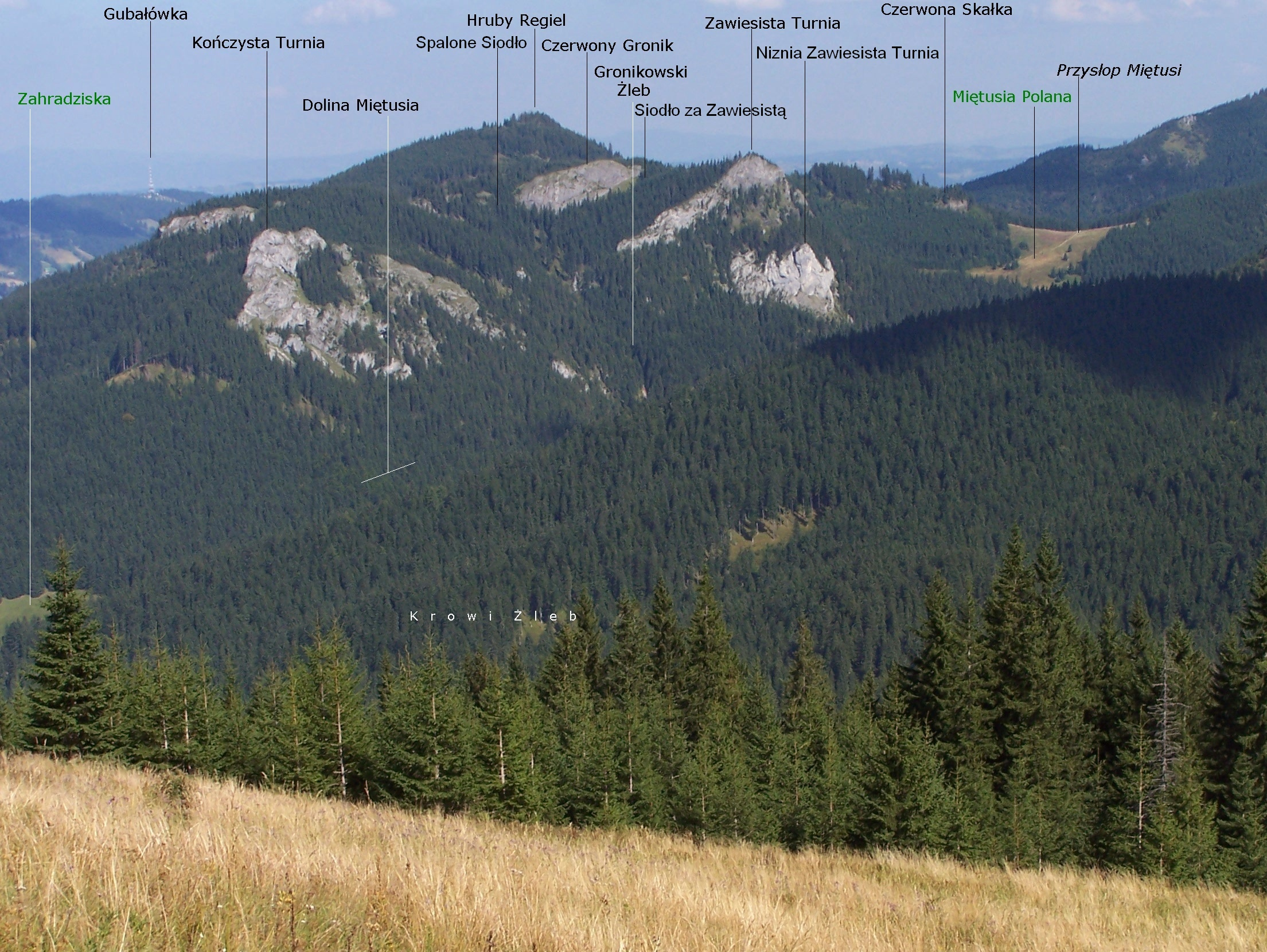
Na wprost Czerwony Gronik

Szczelina w Czerwonym Groniku – jaskinia w Dolinie Kościeliskiej w Tatrach Zachodnich. Wejście do niej znajduje się w północno-zachodniej ścianie Czerwonego Gronika na wysokości 1207 metrów n.p.m. Długość jaskini wynosi 6,5 metrów, a jej deniwelacja 3 metry.

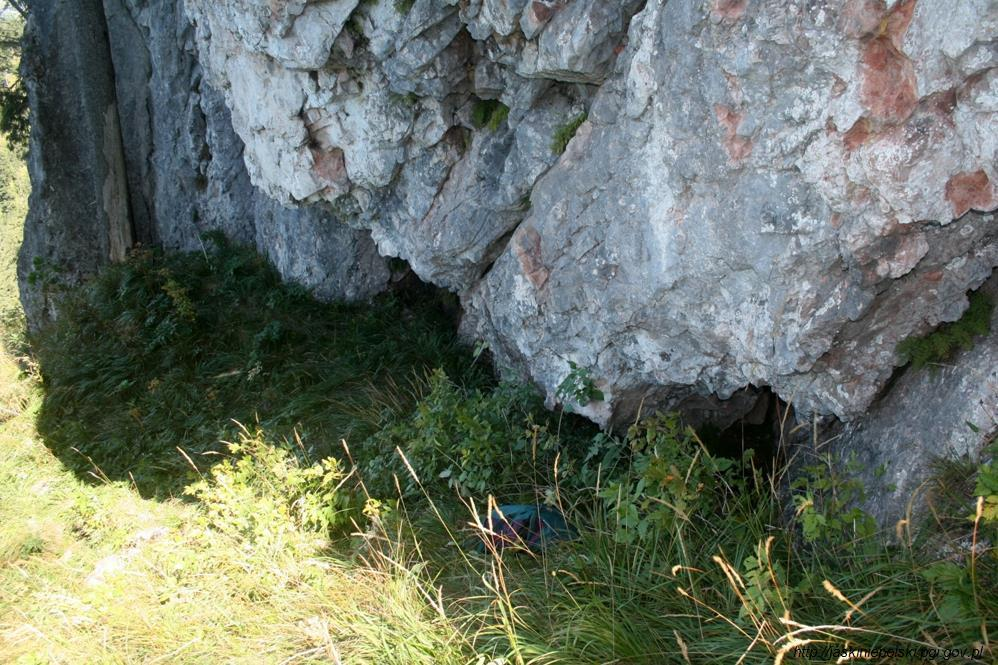
Otwór jaskini

## Opis jaskini
Jaskinię stanowi prawie pozioma, obszerna sala zaczynająca się zaraz za bardzo dużym otworem wejściowym z okapem (9 metrów szerokości). W jej południowej części znajduje się 3-metrowy kominek.

## Przyroda
W jaskini brak jest nacieków. Ściany są wilgotne, rosną na nich glony i porosty.

## Historia odkryć
Jaskinia była prawdopodobnie znana od dawna. Jej pierwszy plan i opis sporządziła I. Luty w 2013 roku.